# Gorinchem
Gorinchem,  pisane czasem jako Gorcum lub Gorkum – miasto w południowej Holandii, w prowincji Holandia Południowa.
W 2007 roku populacja wynosiła 34 282 osoby.
29 lipca 1543 w Gorinchem urodził się św. Mikołaj Pick.
6 sierpnia 1972 roku urodził się tam Dinand Woesthoff, holenderski piosenkarz rockowy, obecnie wokalista w zespole Kane.
Ne terenie miasta znajdują się dwie stacje kolejowe Gorinchem i Gorinchem Noord.

## Współpraca
Miejscowość partnerska:
- Sint-Niklaas, Belgia